# 水本裕貴
水本 裕貴（みずもと ひろき、1985年9月12日 - ）は、三重県度会郡御薗村（現：伊勢市）出身の元プロサッカー選手。現役時代のポジションはディフェンダー（センターバック）。元日本代表。

## 来歴

### プロ入り前
御薗小学校の少年団である御薗SSSでサッカーを始める。小学校6年次に伊勢市の選抜チームに選出されている。この選抜チームには他に森下俊も参加していた。小学校卒業後御薗中学校へ進学したが同校にはサッカー部がなかったため、サッカー部がない中学校に通う選手たちのためのクラブチーム、伊勢SCジュニアに入団。練習試合への出場で経験を積んだ が全国的には無名な存在だった。
注目されるようになったのは三重高等学校に進学後、林一章らから指導を受けてからである。1年先輩に野崎陽介がいる。県予選を突破してインターハイに出場。また、県選抜メンバーとして高知国体にも出場したほか、2003年にはU-18日本代表にも選出された。高校卒業時には名古屋グランパスエイトやジェフユナイテッド市原を含めた5クラブからオファーがあった。

### ジェフ千葉
2004年、ジェフユナイテッド市原とプロ契約。同期入団は水野晃樹、市原充喜。1年目からイビチャ・オシム監督の薫陶を受け、オシムチルドレンの一人となる。同年7月29日プレシーズンマッチ対レアル・マドリード戦において、ルイス・フィーゴを相手に対応したことにより名が知られるようになる。2005年にはU-20日本代表としてFIFAワールドユース選手権に出場。2006年シーズンから千葉の主力に定着し、さらに同2006年に日本代表監督に就任したオシムによってA代表メンバーに初選出され、同年10月4日、ガーナ戦でA代表初出場を果たした。2007年末、名古屋、京都サンガF.C.、FC東京、ガンバ大阪の4チームからオファーが届き、千葉からは残留要請されるも、移籍を決意する。

### ガンバ大阪
2008年、ガンバ大阪へ移籍。移籍金は3億円（推定）。補強の目玉として注目を集めた が、千葉時代のようなパフォーマンスを発揮できず、定位置を中澤聡太に奪われ、出場機会を減らしていった。6月19日、北京オリンピック出場に向けて出場機会を確保するため、本人からの申し出によってわずか6ヶ月でのG大阪退団が決定した。

### 京都サンガ
6月22日、京都サンガF.C.へ完全移籍。移籍金は4億円（推定）。加藤久・秋田豊・森岡隆三の元日本代表DFから指導を受け 不動のレギュラーに定着し守備の中心として活躍、李正秀 らとDFラインを構築した。同年北京オリンピックの代表メンバーにも選出され、キャプテンとして グループリーグ3試合に出場した。
2010年には公式戦全試合に出場している。

### サンフレッチェ広島
2011年より、京都のJ2降格に伴いサンフレッチェ広島に完全移籍。主力としてチームの好調を支える も、5月7日のヴァンフォーレ甲府戦にて相手DFダニエルとセットプレーでの競り合いにおける接触により頭蓋骨骨折および急性硬膜外血腫を負い緊急手術した。5月20日に退院、7月12日からヘッドギア着用のもと軽い練習に復帰し、8月7日から実戦に復帰した。なお、医師の了解もあり翌2012年からヘッドギアを外してプレーしている。
2012年、アルベルト・ザッケローニ率いるA代表に選ばれ、4年ぶりに代表に復帰した。この年、クラブでは広島のリーグ初優勝に貢献し、自身初のJリーグベストイレブンに選出された。
2013年、リーグ連覇を達成。
2015年5月16日のJ1ファーストステージ第12節・鹿島戦にて、フィールドプレーヤーではJ1新記録となる127試合連続フルタイム出場を樹立。また、3度目のJ1リーグ優勝を果たす。
2017年5月20日、J1第12節・ヴァンフォーレ甲府戦で、史上47人目となるJ1通算350試合出場を達成した。
2018年10月6日、J1第29節・柏レイソル戦で史上22人目となるJ1通算400試合出場を達成した。

### 松本山雅
2019年8月4日、松本山雅FCに期限付き移籍で加入することが発表された。

### 町田ゼルビア
2020年シーズンはFC町田ゼルビアに期限付き移籍で加入することが発表された。
2021年より町田へ完全移籍。シーズン終了後、退団が発表された。

### SC相模原
2022年1月8日、SC相模原への加入が発表。
同年4月17日の試合で負傷。右下顎骨骨折で手術日から6〜8週間との診断を受けたが、医者からは即引退を促される重傷であった。
同年11月7日、SC相模原は契約期間の満了と契約を更新しないことを発表。2023年1月15日、現役引退を発表した。

## プレースタイル
1対1の局面で激しさと強さを誇るセンターバックで、マンマークに長ける。時には左右のサイドバックもこなすなど、戦術的な柔軟性を持ち合わせる。

## 所属クラブ
- 1992年 - 1997年 御薗SSS（伊勢市立御薗小学校）
- 1998年 - 2000年 伊勢SCジュニア（伊勢市立御薗中学校）
- 2001年 - 2003年 三重高等学校
- 2004年 - 2007年  ジェフユナイテッド市原・千葉
- 2008年  ガンバ大阪
- 2008年 - 2010年  京都サンガF.C.
- 2011年 - 2020年  サンフレッチェ広島
  - 2019年8月 - 同年12月  松本山雅FC（期限付き移籍）
  - 2020年  FC町田ゼルビア（期限付き移籍）
- 2021年  FC町田ゼルビア
- 2022年  SC相模原

## 個人成績
| 国内大会個人成績 | 国内大会個人成績 | 国内大会個人成績 | 国内大会個人成績 | 国内大会個人成績 | 国内大会個人成績 | 国内大会個人成績 | 国内大会個人成績 | 国内大会個人成績 | 国内大会個人成績 | 国内大会個人成績 | 国内大会個人成績 |
| 年度             | クラブ           | 背番号           | リーグ           | リーグ戦         | リーグ戦         | リーグ杯         | リーグ杯         | オープン杯       | オープン杯       | 期間通算         | 期間通算         |
| 年度             | クラブ           | 背番号           | リーグ           | 出場             | 得点             | 出場             | 得点             | 出場             | 得点             | 出場             | 得点             |
| 日本             | 日本             | 日本             | 日本             | リーグ戦         | リーグ戦         | リーグ杯         | リーグ杯         | 天皇杯           | 天皇杯           | 期間通算         | 期間通算         |
| ---------------- | ---------------- | ---------------- | ---------------- | ---------------- | ---------------- | ---------------- | ---------------- | ---------------- | ---------------- | ---------------- | ---------------- |
| 2004             | 市原/千葉        | 27               | J1               | 5                | 0                | 1                | 0                | 1                | 0                | 7                | 0                |
| 2005             | 市原/千葉        | 27               | J1               | 15               | 0                | 3                | 0                | 2                | 0                | 20               | 0                |
| 2006             | 市原/千葉        | 4                | J1               | 25               | 1                | 11               | 0                | 1                | 0                | 37               | 1                |
| 2007             | 市原/千葉        | 4                | J1               | 31               | 1                | 5                | 0                | 1                | 0                | 37               | 1                |
| 2008             | G大阪            | 4                | J1               | 7                | 0                | -                | -                | -                | -                | 7                | 0                |
| 2008             | 京都             | 8                | J1               | 18               | 1                | 0                | 0                | 1                | 0                | 19               | 1                |
| 2009             | 京都             | 4                | J1               | 33               | 2                | 5                | 0                | 2                | 0                | 40               | 2                |
| 2010             | 京都             | 4                | J1               | 34               | 0                | 6                | 1                | 2                | 1                | 42               | 2                |
| 2011             | 広島             | 4                | J1               | 18               | 1                | 0                | 0                | 2                | 1                | 20               | 2                |
| 2012             | 広島             | 4                | J1               | 34               | 2                | 6                | 0                | 0                | 0                | 40               | 2                |
| 2013             | 広島             | 4                | J1               | 34               | 3                | 2                | 0                | 5                | 0                | 41               | 3                |
| 2014             | 広島             | 4                | J1               | 34               | 1                | 1                | 0                | 2                | 0                | 37               | 1                |
| 2015             | 広島             | 4                | J1               | 33               | 1                | 1                | 0                | 1                | 0                | 35               | 1                |
| 2016             | 広島             | 4                | J1               | 17               | 0                | 2                | 0                | 2                | 0                | 21               | 0                |
| 2017             | 広島             | 4                | J1               | 34               | 3                | 2                | 0                | 1                | 0                | 37               | 3                |
| 2018             | 広島             | 4                | J1               | 31               | 0                | 0                | 0                | 3                | 0                | 34               | 0                |
| 2019             | 広島             | 4                | J1               | 0                | 0                | 0                | 0                | 1                | 0                | 1                | 0                |
| 2019             | 松本             | 41               | J1               | 13               | 1                | -                | -                | -                | -                | 13               | 1                |
| 2020             | 町田             | 4                | J2               | 41               | 1                | -                | -                | -                | -                | 41               | 1                |
| 2021             | 町田             | 4                | J2               | 24               | 0                | -                | -                | 0                | 0                | 24               | 0                |
| 2022             | 相模原           | 4                | J3               | 22               | 0                | -                | -                | -                | -                | 22               | 0                |
| 通算             | 日本             | 日本             | J1               | 416              | 17               | 45               | 1                | 27               | 2                | 488              | 20               |
| 通算             | 日本             | 日本             | J2               | 65               | 1                | -                | -                | -                | -                | 65               | 1                |
| 通算             | 日本             | 日本             | J3               | 22               | 0                | -                | -                | -                | -                | 22               | 0                |
| 総通算           | 総通算           | 総通算           | 総通算           | 503              | 18               | 45               | 1                | 27               | 2                | 575              | 21               |

その他の公式戦
- 2013年
  - XEROX SUPER CUP 1試合0得点
- 2014年
  - XEROX SUPER CUP 1試合0得点
- 2015年
  - Jリーグチャンピオンシップ 1試合0得点

| 国際大会個人成績 | 国際大会個人成績 | 国際大会個人成績 | 国際大会個人成績 | 国際大会個人成績 | FIFA      | FIFA      |
| 年度             | クラブ           | 背番号           | 出場             | 得点             | 出場      | 得点      |
| AFC              | AFC              | AFC              | ACL              | ACL              | クラブW杯 | クラブW杯 |
| ---------------- | ---------------- | ---------------- | ---------------- | ---------------- | --------- | --------- |
| 2008             | G大阪            | 4                | 4                | 0                | -         | -         |
| 2012             | 広島             | 4                | -                | -                | 3         | 0         |
| 2013             | 広島             | 4                | 6                | 0                | -         | -         |
| 2014             | 広島             | 4                | 7                | 0                | -         | -         |
| 2016             | 広島             | 4                | 5                | 0                | -         | -         |
| 2019             | 広島             | 4                | 3                | 0                | -         | -         |
| 通算             | AFC              | AFC              | 25               | 0                | 3         | 0         |

その他の国際公式戦
- 2006年
  - A3チャンピオンズカップ 3試合0得点

経歴
- Jリーグ初出場 - 2004年6月20日 J1.1st 第14節 vs大分トリニータ（大分ビッグアイ）
- Jリーグ初得点 - 2006年7月22日 J1第14節 vsサンフレッチェ広島（広島ビッグアーチ）

## 代表歴
- 国際Aマッチ初出場 - 2006年10月4日 キリンチャレンジカップ2006 vsガーナ代表（横浜国際総合競技場）

### 出場大会
- 日本ユース代表 (U-20)（2003年 - 2005年） 
  - FIFAワールドユース選手権オランダ大会 4試合0得点
- U-21日本代表 
  - カタール・アジア大会(2006年)3試合0得点
- U-22日本代表 
  - 北京オリンピックサッカーアジア予選(2007年)2次・最終予選 10試合0得点
- U-23日本代表
  - 北京オリンピック (2008年)
- 日本代表 (2006-)
  - 東アジアカップ2015 (2015年)

### 試合数
- 国際Aマッチ 7試合 0得点 (2006年 - 2015年)

| 日本代表 | 国際Aマッチ | 国際Aマッチ |
| 年       | 出場        | 得点        |
| -------- | ----------- | ----------- |
| 2006     | 2           | 0           |
| 2008     | 1           | 0           |
| 2012     | 2           | 0           |
| 2014     | 1           | 0           |
| 2015     | 1           | 0           |
| 通算     | 7           | 0           |

### 出場
| No. | 開催日         | 開催都市     | スタジアム                             | 対戦国                 | 結果 | 監督           | 大会                         |
| --- | -------------- | ------------ | -------------------------------------- | ---------------------- | ---- | -------------- | ---------------------------- |
| 1.  | 2006年10月4日  | 横浜         | 横浜国際総合競技場                     | ガーナ                 | ●0-1 | オシム         | キリンチャレンジカップ2006   |
| 2.  | 2006年10月11日 | ベンガルール | シュリー・カンティーラヴァ・スタジアム | インド                 | ○3-0 | オシム         | AFCアジアカップ2007 予選大会 |
| 3.  | 2008年2月17日  | 重慶         | 重慶市奥林匹克体育中心                 | 朝鮮民主主義人民共和国 | △1-1 | 岡田武史       | 東アジアサッカー選手権2008   |
| 4.  | 2012年8月15日  | 札幌         | 札幌ドーム                             | ベネズエラ             | △1-1 | ザッケローニ   | キリンチャレンジカップ2012   |
| 5.  | 2012年9月6日   | 新潟         | 東北電力ビッグスワンスタジアム         | アラブ首長国連邦       | ○1-0 | ザッケローニ   | キリンチャレンジカップ2012   |
| 6.  | 2014年9月9日   | 横浜         | 横浜国際総合競技場                     | ベネズエラ             | ○3-0 | アギーレ       | キリンチャレンジカップ2014   |
| 7.  | 2015年3月31日  | 東京         | 東京スタジアム                         | ウズベキスタン         | ○5-1 | ハリルホジッチ | JALチャレンジカップ2015      |

## 指導歴
- 2023年 横浜FC スクールコーチ
- 2023年 ONODERA FC コーチ
- 2024年 - SC相模原 コーチ

## タイトル

### クラブ
ジェフユナイテッド市原・千葉
- ナビスコカップ：2回（2005年、2006年）

サンフレッチェ広島
- Jリーグ ディビジョン1：3回（2012年、2013年、2015年）
- J1・2ndステージ：1回（2015年）
- ゼロックススーパーカップ：3回（2013年、2014年、2016年）

### 個人
- Jリーグベストイレブン：1回（2012年）
- Jリーグフェアプレー個人賞：2回（2014年、2017年）
- Jリーグ・優秀選手賞：1回（2015年）

## 参考資料
- 戸塚啓『水本裕貴（サンフレッチェ広島） 一歩ずつ前へ その1、その2』Jリーグサッカーキング（OCNスポーツ）、2011年10月2日。